# Distribuição binária
Na geografia, distribuição binária refere-se à situação em que a configuração urbana de um país ou região é caracterizada pela presença dominante de duas grandes cidades que exercem influência desproporcional sobre o desenvolvimento nacional. Este fenômeno não apenas molda profundamente a paisagem urbana e econômica de uma nação, mas também influencia diretamente suas políticas públicas e dinâmicas sociais.
Um exemplo clássico de distribuição binária pode ser observado nos Estados Unidos, com a presença de Nova Iorque e Los Angeles como centros culturais, econômicos e políticos que destacam a dualidade de influência em uma vasta nação. Este modelo de concentração urbana não apenas ilustra as complexidades e desafios associados à governança regional, mas também enfatiza a necessidade de estratégias de desenvolvimento equitativas para mitigar disparidades regionais e promover um crescimento sustentável e inclusivo em todo o país.

## Países com distribuição binária
- Austrália (Melburne, Sydney)
- Brasil (São Paulo, Rio de Janeiro)
- Canadá (Toronto, Montreal)
- China (Xangai, Pequim)
- Índia (Bombaim, Deli)
- Itália (Roma, Milão)
- Japão (Tóquio, Osaka-Kobe-Quioto)
- Países Baixos (Amsterdã, Roterdã)
- Rússia (Moscou, São Petersburgo)
- Espanha (Madri, Barcelona)
- Turquia (Ancara, Istambul)
- Estados Unidos (Nova Iorque, Los Angeles)
- Vietnã (Cidade de Ho Chi Minh, Hanói)